# Neopanorpa formosana
Neopanorpa formosana är en näbbsländeart som först beskrevs av Navás 1911.  Neopanorpa formosana ingår i släktet Neopanorpa och familjen skorpionsländor. Inga underarter finns listade i Catalogue of Life.